# John de Mol
Johannes "John" Hendrikus Hubert de Mol (Hilversum, 24 de abril de 1955) é um empresário de mídia e magnata bilionário holandês. Em 2005, a revista Forbes o nomeou dentre as 500 pessoas mais ricas do mundo. John de Mol é famoso por ser o fundador da Endemol e do Talpa Media Group. No início de novembro de 2022, a revista de negócios neerlandesa Quote, que publica uma lista das 500 pessoas mais ricas dos Países Baixos, nomeou John de Mol como o neerlandês famoso mais rico  do país.
De Mol antigamente era casado com a cantora e atriz Willeke Alberti. O ator Johnny de Mol é seu filho. De 1979 a 1982, ele teve um caso com Marga Scheide, membro do grupo Luv.
Fora da televisão, De Mol controla um grande fundo de investimentos que detém participações significativas de fabricantes de autopeças como Spyker Cars, times de futebol como Manchester United e telecomunicações como a empresa Versatel.
John de Mol é irmão da atriz Linda de Mol que apresenta alguns dos seus programas, incluindo o original versão holandesa do Deal or No Deal. Ela apresentou também uma das produções Endemol com o DJ Kat Show.